# Assaria, Kansas
Assaria là một thành phố thuộc quận Saline, tiểu bang Kansas, Hoa Kỳ. Năm 2010, dân số của xã này là 413 người.

## Dân số
Dân số các năm:
- Năm 2000: 438 người
- Năm 2010: 413 người